# Стильбовые
Стильбовые (Stilbaceae  (лат.)) — семейство цветковых растений порядка Ясноткоцветные (Lamiales). Содержит 12 родов и 38 видов.

## Ботаническое описание

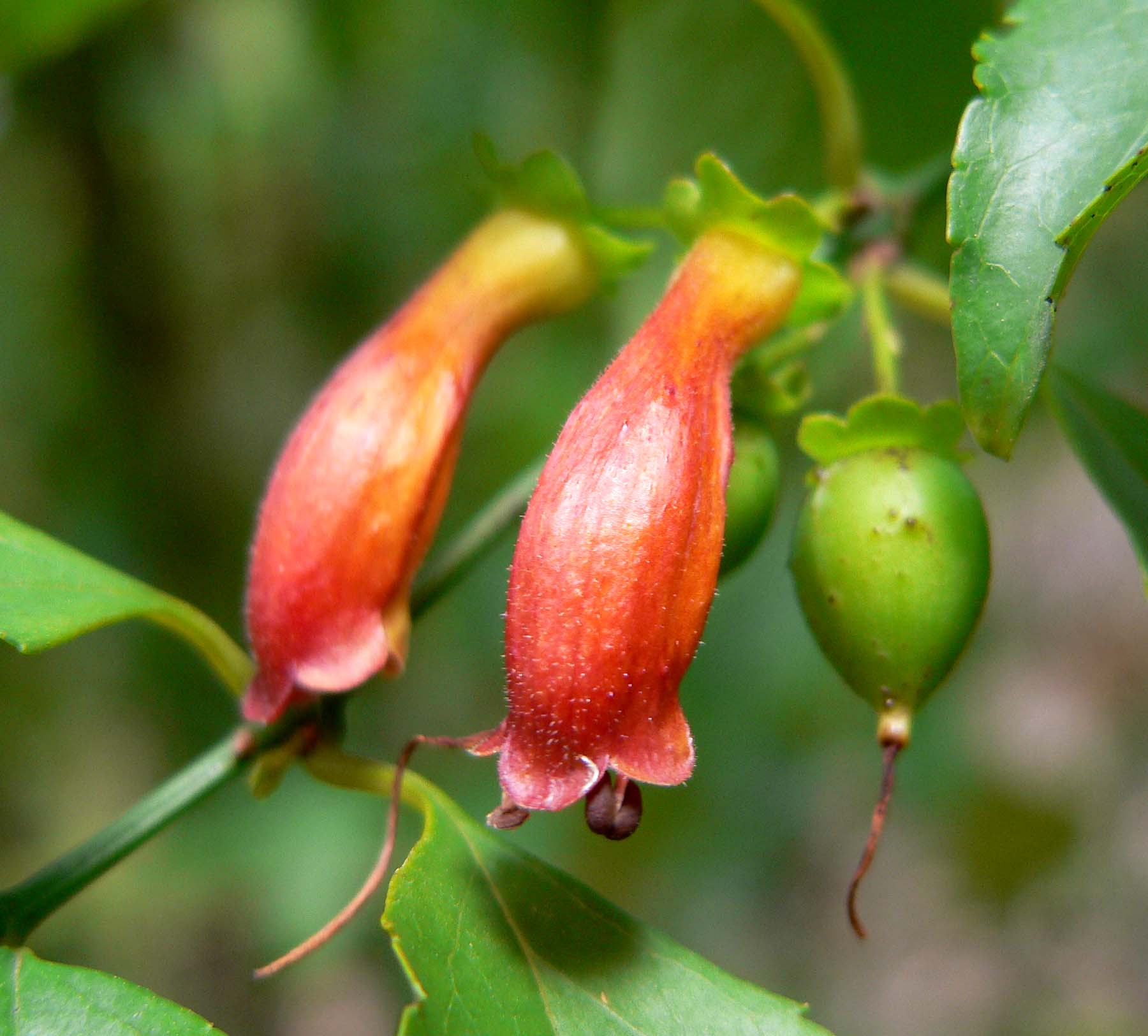
Halleria lucida

Виды Stilbaceae — кустарники и кустарнички, некоторые — травянистые растения, внешне напоминающие представителей семейства Вересковые (Ericaceae). Ветки, как правило, плотно покрыты мутовками кожистых, опушённых листьев. Цветки в головчатых соцветиях или расположены поодиночке на концах побегов. Цветки гермафродитные, пятичленные, зигоморфные, опыляются насекомыми (энтомофильные). Пять чашелистиков зелёные, трубчатой или колоколообразной формы. Четыре или пять лепестков могут образовывать двугубый венчик или же иметь одинаковую длину и форму. 4—5 фертильных тычинок расположены простым кругом, они могут быть как равными, так и неравными по длине. Выше тычинок располагаются две завязи. Плод — коробочка.

## Ареал
Представители семейства имеют палеотропическое распространение: они распространены в Африке, на Мадагаскаре, Маскаренских островах и на Аравийском полуострове.

## Таксономия

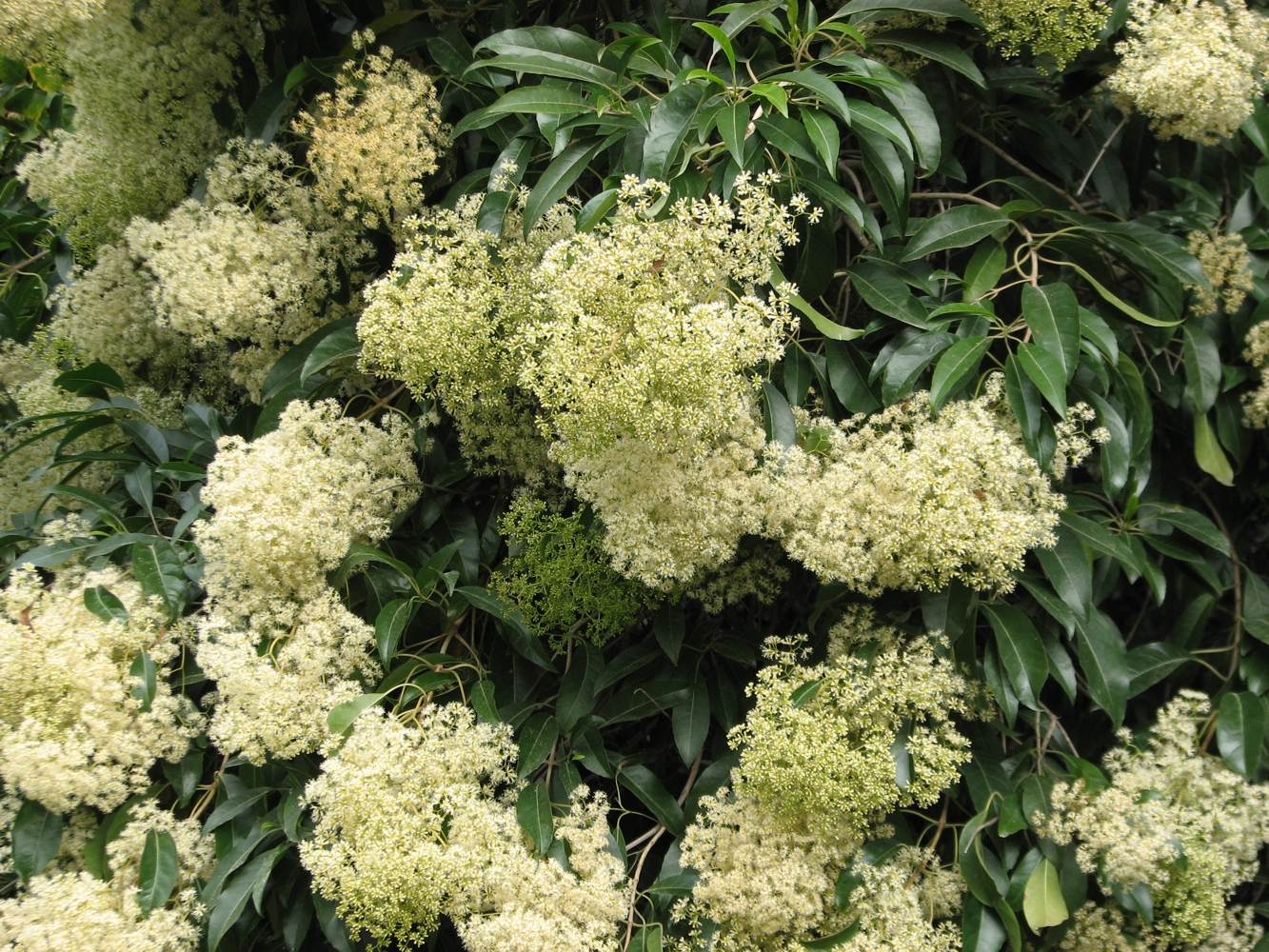
Nuxia floribunda

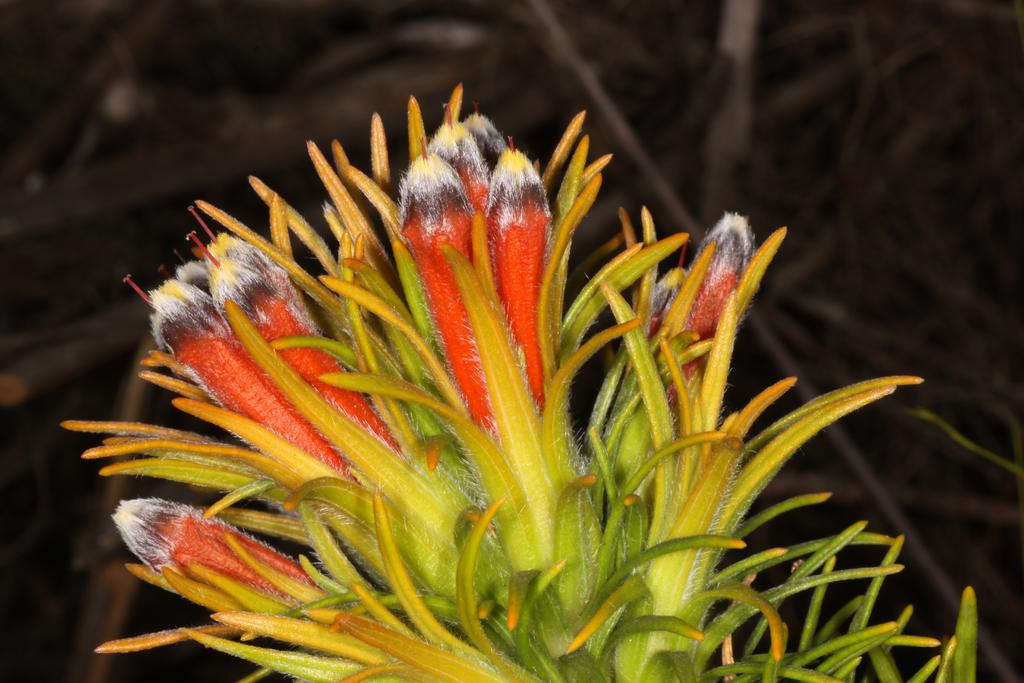
Retzia capensis

В семейство включают следующие 12 родов:
- Anastrabe E.Mey. ex Benth.
- Bowkeria Harv.
- Campylostachys Kunth
- Charadrophila Marloth
- Euthystachys A.DC.
- Halleria L.
- Ixianthes Benth.
- Kogelbergia Rourke[2][3]
- Nuxia Comm. ex Lam.
- Retzia Thunb.
- Stilbe P.J.Bergius typus
- Thesmophora Rourke